# Daniel Maclise
Daniel Maclise (25 juin 1806 – 25 avril 1870) est un peintre irlandais né à Cork.
En 1858, Maclise entama l’une de ses œuvres les plus monumentales sur les murs du Palais de Westminster : la rencontre de Wellington et Blücher à la bataille de Waterloo. Il avait tout d’abord l’intention d’en faire une fresque, ce qui se révéla vite ingérable. L’artiste découragé envisageait d’abandonner, mais fut incité à aller étudier à Berlin les nouvelles méthodes de peinture. Cela lui permit d’achever l’œuvre  et d’en réaliser une autre de même dimension sur La mort de Nelson.

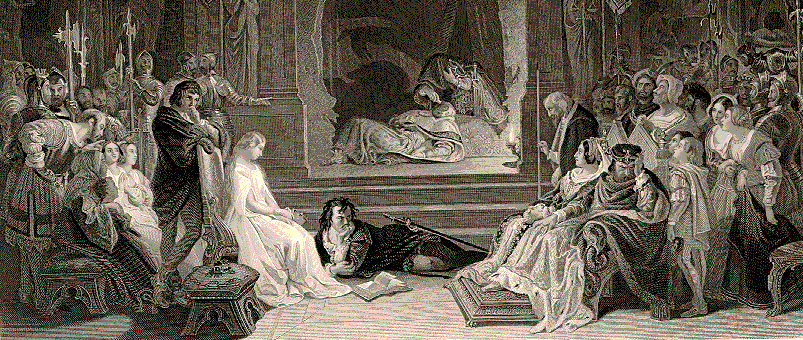
Une scène de Hamlet

L’application intense qu’exigèrent de lui ces grands travaux historiques, mêlée à d’autres circonstances, eut raison de la santé de l’artiste. Il finit par fuir les cercles d’amis où il se plaisait autrefois, et lorsqu’en 1865, le poste de président de l’Académie lui fut offert, il déclina l’offre. Il mourut d’une pneumonie aiguë le 25 avril 1870.
Ses œuvres se caractérisent par d’indéniables qualités intellectuelles et imaginatives, mais la plupart d’entre elles sont gâchées par une coloration rude et terne, par la dureté métallique des surfaces et des textures, et par l’exagération quelque peu théâtrale des poses des personnages. Sa célébrité est néanmoins assurée par ses deux réalisations à Westminster.
Il a été élu membre de la Royal Academy (RA) le 10 février 1840.